# Juan Antonio Entrena Gálvez
Juan Antonio Entrena Gálvez (Huétor Tájar, Granada, 19 de mayo de 1996) es un delantero español que juega de delantero en la C. D. Huétor Tájar de la Tercera Federación.

## Trayectoria
Tras pasara por las categorías inferiores del Sevilla F. C. y F. C. Barcelona, en la temporada 2015-16 el R. C. D. Espanyol "B" (2.ª B) lo fichó, disputando un total de 31 partidos de liga en su debut en la categoría.
En verano de 2016, el técnico Lluís Planagumà reclamó sus servicios para el Granada C. F. "B" (2.ª B). Durante la temporada tuvo la oportunidad de debutar con el primer equipo tanto en Copa del Rey. (30 de noviembre de 2016 frente al C. A. Osasuna) como en La Liga Santander (6 de mayo de 2017 frente al Real Madrid C. F.). Tras finalizar este último partido declaró: "Ha sido todo un sueño debutar con el primer equipo en mi tierra, no tengo palabras para agradecer a la gente del club todo esto".
Tras el descenso del club nazarí a 2.ª División, club y jugador acordaron rescindir su contrato, firmando poco después por tres temporadas con el Deportivo Alavés (1.ª División), siendo cedido al N. K. Rudes de la Prva HNL, convenido del club vasco.
A su regreso de la cesión en la máxima categoría del fútbol croata rescindió su contrato con el Deportivo Alavés para firmar por el A. C. Omonia Nicosia de la Primera División de Chipre.
Tras su etapa en el extranjero, de cara a la temporada 2019-20 regresó al fútbol español tras fichar por la U. D. Melilla, que a mitad de temporada lo cedió al Orihuela C. F. Después de unos meses sin equipo, en enero de 2021 se marchó a Finlandia tras firmar con el HIFK Helsinki por una temporada.
En febrero de 2022 firmó por la Unió Esportiva Santa Coloma de Andorra antes de volver unos meses después a su tierra para jugar en el C. D. Huétor Tájar.

## Clubes
| Club                    | País      | Año       |
| ----------------------- | --------- | --------- |
| R. C. D. Espanyol "B"   | España    | 2015-2016 |
| Granda C. F. "B"        | España    | 2016-2017 |
| Deportivo Alavés        | España    | 2017-2018 |
| N. K. Rudeš             | Croacia   | 2017-2018 |
| A. C. Omonia Nicosia    | Chipre    | 2018-2019 |
| U. D. Melilla           | España    | 2019-2020 |
| Orihuela C. F. (cedido) | España    | 2020      |
| HIFK Helsinki           | Finlandia | 2021      |
| U. E. Santa Coloma      | Andorra   | 2022      |
| C. D. Huétor Tájar      | España    | 2022-     |